# القيادة العليا للفيرماخت
القيادة العليا للفيرماخت (بالألمانية: Oberkommando der Wehrmacht، نح: أوبركوماندو دير فيرماخت) جزء من سلسة قيادة القوات المسلحة (فيرماخت) التابعة لألمانيا النازية خلال الحرب العالمية الثانية، أُنشئت عام 1938 كجهاز عسكري لإدارة شؤون الجيش (هير) وسلاح الجو (لوفتفافه) وسلاح البحرية (كرايغسمارين)، ومع ذلك أدت الخصومة المستمرة بين القيادة العليا للفيرماخت والقيادة العليا للجيوش الألمانية (بالألمانية: Oberkommando des Heers) إلى منع القيادة العليا للفيرماخت من الظهور كقيادة أركان موحّدة وإن استمرت في تنظيم العمليات العسكرية بين أفرع القوات المسلحة الثلاث كما زادت سطوتها مع تعاقب سنوات الحرب في ظل وجود أدولف هتلر كرئيس الأركان والذي حمل لقب القائد الأعلى للفيرماخت (بالألمانية: Oberster Befehlshaber der Wehrmacht) وبحلول عام 1942 تولت القيادة العليا للفيرماخت مسئولية كل الجبهات الحربية عدا الجبهة الشرقية وهو القرار الذي اتخذه هتلر لضمان بقاء الرأي الأول والأخير بين يديه فيما يخص مقدّرات الحرب.

## محكمة نورنبيرغ
اتُهمت القيادة العليا للفيرماخت بكونها مؤسسة إجرامية وإن تمت تبرئتها فيما بعد، كما صدرت أحكام بالإعدام شنقًا ضد قائديها فيلهلم كايتل وألفرد يودل وإن تمت تبرئة يودل من التهم المنسوبة إليه عام 1952 أي بعد ست سنوات من صدور الحكم ضده.

## قراءة مفصلة
- (بالفرنسية) Klink, E. "The Organization of the German Military High Command in World War II," Revue Internationale d’Histoire Militaire (1980), v. 47 pp. 129–57
- (بالإنجليزية) Goerlitz, W. History of the German General Staff, 1657–1945 (Praeger, 1953).
- (بالإنجليزية) Megargee, G.P. "Triumph of the Null: Structure and Conflict in the Command of German Land Forces, 1939-1945," War in History (1997) 4#1 pp 60–80, online in EBSCO.
- (بالإنجليزية) Seaton, A. The German Army, 1939–1945 (St. Martin’s Press, 1982)
- (بالإنجليزية) Stone, David. Twilight of the Gods: The Decline and Fall of the German General Staff in World War II (2011). من موقع أمازون
- (بالإنجليزية) Wilt, A. War from the Top: German and British Decision Making During World War II (Indiana U. Press, 1990)
- (بالإنجليزية) Warlimont, W. Inside Hitler’s Headquarters, 1939–45 (Praeger, 1964)

## وصلات خارجية
- (بالألمانية)

```
Oberkommando der Wehrmacht
```

- (بالألمانية)

```
Artikel zum OKW bei Shoa.de
 
```